# لی جو-یئون
لی جو-یئون (به انگلیسی: Lee Joo-yeon)(زاده ۱۹ مارس ۱۹۸۷) خواننده، بازیگر کره‌ای است.